# Forest-sur-Marque
Forest-sur-Marque là một xã ở tỉnh Nord trong vùng Hauts-de-France, Pháp.